# Богацкий, Георгий Филиппович
Георгий Филиппович Богацкий (6 мая 1918, Екатеринослав — 22 ноября 1974, Киев) — советский учёный в области градостроительства, доктор технических наук, профессор. Участник Великой Отечественной войны.

## Биография
Родился 6 мая 1918 года в городе Екатеринославе в семье рабочего. В 1934 году поступил в Днепропетровский транспортный техникум, из которого был переведён на IV курс Индустриального рабфака. После его окончания в 1936 году поступил в Днепропетровский инженерно-строительный институт на факультет промышленного и гражданского строительства, который окончил в 1941 году.
С началом Великой Отечественной войны был призван в ряды Красной армии и направлен в Военно-инженерную академию в Москву. Через три месяца получил назначение в оперативную группу отрядов заграждения Москвы. Войну закончил в звании майора, пройдя путь от командира стрелковой роты, командира сапёрной роты к начальнику штаба инженерного батальона. За боевые заслуги награждён орденами Отечественной войны 2-й степени и Красной Звезды, двумя польскими серебряными крестами Заслуги, медалями.
В 1953 году возглавил кафедру городского строительства Киевского инженерно-строительного института, с 1955 года стал деканом факультета городского строительства и хозяйства. В 1969 году назначен проректором института по научной работе и в этом же году возглавил секцию городского движения и транспорта Союза архитекторов УССР, организовал лабораторию по проектированию сельских населённых мест. Георгий Богацкий был автором 20 публикаций по транспортным системам городов.
Умер 22 ноября 1974 года в Киеве, похоронен на Байковом кладбище (участок № 1).